# The Sims 2: Egyetem
A The Sims 2: Egyetem (angolul: The Sims 2: University) a Maxis által fejlesztett első kiegészítőlemez a The Sims 2 című élet-szimulációs videójátékhoz. A kiegészítő lemezt az Electronic Arts adta ki 2005 márciusában.
A játékos új lehetőségei között szerepel a fiatal felnőtt életszakasz, amely kizárólag az egyetemi területen folyik, majd az egyetem sikeres elvégzésekor plusz két vágya teljesülhet, azaz immár 6 vágya. A további kiegészítők fő játékelemei ebben a kiegészítőben lettek lefektetve.
Ez az első kiegészítő a Sims 2-ben.

## Játékmenet

### Beköltözés, az egyetem elkezdése
A kiegészítő telepítésével a játékosnak lehetősége van, hogy bármely tinédzser simet elküldje egyetemre. Ekkor a sim elbúcsúzik a családjától és elutazik az Egyetemvárosok egyikébe. A simeknek 3 elszállásolása lehetséges:
- beköltöznek egy kollégiumba
- beköltöznek egy görög betűs házba
- saját lakást bérelnek.

Amint a sim belép a fentiek egyikébe, a Fiatal felnőtt korosztályba lép. A kollégiumban le kell foglalni a szobát/szobákat, amelyekre a játékos által irányított simeknek szüksége lesz. Ezután a simnek szakirányt kell választania. Ha a sim a "Meghatározatlan"-t választja, majd a végzős év (4.) előtt kell választania egyet. A sim bármikor megváltoztathatja a szakirányát.

### Szemeszterek és a tanulás
Minden sim egy évben 2 szemesztert kell, hogy végigjárjon. A szemeszteren belül a simnek órákra kell járnia. A simnek meg kell felelnie az "Órai teljesítmény" mutatónak, ami 4 szintből áll. A simnek minden szemeszter végén meg kell felelnie a mércének/vonalnak, ami a második szint elérése után következik be. Ahhoz, hogy a sim növelje a teljesítményét, nem szabad hiányoznia az óráiról, leckét kell csinálnia, meg kell írnia a "félévi házidolgozatát", kutatásokat kell végeznie. De a professzorral való etye-petye is meghozza a hatását! Ha a sim a vonal alá kerül, félévet kell ismételnie. Ha a sim a maximális teljesítményt nyújtja, felkerülhet a "Dékán listájára". Minden szemeszter végén a sim záróvizsgát tesz (ha erről lemarad, automatikusan félévet ismétel). Hogy sikeres záróvizsgája legyen a simnek, ügyelni kell arra, hogy minél jobb állapotban legyen és a teljesítmény-mutatója a vonal fölött legyen.

#### Év végi előnyök
Amint egy sim befejez egy évet (két szemesztert), előnyökhöz jut:
- az első év végén 4 helyett 5 vágya fér el a Vágyak panelen,
- a második év végén megváltoztathatja az életcélját,
- a harmadik év végén 1 helyett két vágyat lehet rögzíteni, lezárni (lelakatolni),
- a negyedik év végén 5 helyett 6 vágya fér el a Vágyak panelen.

#### Az egyetem befejezése
Mint a valóságban, úgy a játékban is abba lehet hagyni az egyetemet, de vigyázni kell vele, mert akkor többé nem tud a sim visszakerülni a felsőoktatásba. Nem kap a sim diplomát és kap egy negatív emléket arról, hogy nem sikerült teljesítenie az egyetemi tanulmányait. A sim a 8. félév végén különleges záróvizsgát tesz le, diplomát szerez. A vizsga után a simnek lehetősége van, hogy Diplomaosztó bulit tartson, és amint ennek vége, a sim véglegesen elhagyja az egyetemet.

### Görög betűs házak
A simek akkor is beléphetnek a görög betűs házba, ha már beköltöztek a kollégiumba, vagy a saját lakásukba. Ilyenkor meg kell hívni a görög betűs ház tagjait, és kérvényezni kell a felvételt (ugyanolyan, mint a magániskolába jutás, csak vacsora nélkül). De a simek a saját lakásukból is létrehozhatnak görög betűs házat.

### Titkos társaság
A simek tagjai lehetnek a Titkos társaságnak. A tagokat nem lehet házhoz hívni, a közösségi területeken kell megkeresni őket, általában kék füzettel a kezükben leülnek és feladatokat írnak, kék lámás pulóvert és a hozzá tartozó kék sapkát viselik. Ha a sim összebarátkozott legalább 3 taggal, este egy fekete limuzinnal érte jönnek, elhurcolják a főhadiszállásukra és a sim automatikusan tagja lesz a társaságnak.
A főhadiszálláson luxusberendezés és különleges díjtárgyak vannak. Ezzel a tagsággal a simnek sárga füzet helyett kék füzete lesz, és betörhet az egyetem hálózatába, ahol feljavíthatják a jegyüket. Habár, ha a sim nem rendelkezik elegendő logika ponttal, az egyetem technikus rendőre kijön, pénzbírságot szab ki és az összes jegyet visszaállítja, rosszabb esetben el is tulajdonítja a számítógépet.

### Befolyásrendszer
A simek befolyáspontokat kaphatnak új barátságok kötésével és a befolyás-vágyak teljesítésével (kék kerettel megjelölt vágyak). A barátok száma meghatározza a befolyáspontok egy időben birtokolt maximális számát. A sim felhasználhatja pontjait, hogy hatással legyen vagy parancsoljon más simeknek. A befolyásrendszernek meghatározó szerepe van a játékban, megváltoztathatja az egész város menetét. Például a befolyással szerelmet teremthetünk két sim között, vagy éppen válásba taszíthatjuk őket. Ha egyszer az eredeti interakció végbement, a két sim folytathatja ezt a kapcsolatmenetet. Tehát ha az eredeti parancs támadás volt, a harmadik sim visszatámadhat, előokozva egy mindörökké tartó viszályt is. De a játékos az ellenkezőjét is elérheti, megjavíthatja mások kapcsolatát a befolyás által, ez akár kevés befolyásponttal is elérhető, de türelem szükséges hozzá.
A befolyáspontokat felhasználva a sim rávehet másik simet ("rávenni" opció), hogy különböző akciókat és interakciókat hajtson végre. Például "Kertészkedjen", "Főzzön ételt", "Csókolja meg XY simet", "Ölelje meg XY simet". Az egyes "parancsokhoz" több befolyáspont szükséges. A befolyásrendszernek 5 szintje van. Először csak az 1. szint érhető el. Ha ezt a sim növelni akarja, több barátra kell szert tegyen.

### Feltámasztás
A simnek lehetősége van rá, hogy feltámassza a halottait, halott ismerőseit. Ehhez a Paranormális karrier karriertárgyára van szüksége: a "Feltámaszt-O-MATA" eszközre. Ezzel az eszközzel a sim felhívhatja a Kaszást és meghatározott összegű simoleonért (§) cserébe a Kaszás megfontolja a feltámasztást:
- §1-987: a Kaszás megtagadja a feltámasztást
- §988-4127: a sim zombiként támad fel
- §4128-8512: a sim jártasságpontokat és személyiségpontokat veszítve támad fel
- §8513-10 000: a sim feltámadása hibátlan

#### Zombik
A zombi simek bőre szürke, szemeik dülledtek, higiéniájuk gyorsabban esik és nincs testtartásuk sem. A zombik sim létükhöz viszonyítva kevesebb jártasságponttal és személyiségponttal rendelkeznek. A zombik nem tudnak sétálni, futni, ugrálni, különleges "zombi-csoszogással" járnak. A zombi  kapcsolata megromlik azzal, aki feltámasztotta. A  zombik örökéletűek, csak akkor tudnak öregedni, ha tinédzserek vagy fiatal felnőttek (mivel a tininél fiatalabb simek nem tudnak meghalni). Ösztöndíjat kaphatnak, tanulhatnak egyetemen és az egyetemvárosba is beköltözhetnek. Miután letették a diplomájukat, felnőttekké válnak és megáll az öregedésük.
Mind a női és férfi zombik terméketlenek. Ha egy nő éppen a babavárás időszakában hal meg és feltámasztódik, a babának semmilyen zombivonása nem lesz, tehát normális sim lesz.